# Francis Clement Van Hoeck
Francis Clement Van Hoeck OSB (* 28. Juni 1903 in Gent, Belgien; † 20. April 1976) war ein belgischer Bischof und Mönch.
Van Hoeck wurde am 30. Oktober 1927 zum Priester geweiht. Papst Pius XII. ernannte ihn am 6. Januar 1954 zum Abt der Territorialabtei Pietersburg und Titularbischof von Cissita. Am 1. Mai 1954 weihte Celestine Joseph Damiano, Apostolischer Delegat in Südafrika, ihn zum Bischof. Mitkonsekratoren waren Frédéric Osterrath, sein Vorgänger als Abt, und Aurelian Bilgeri, Bischof von Eshowe. Am 29. November 1974 trat er als Abt zurück. Sein Nachfolger wurde Fulgence Werner Le Roy.
Er nahm an allen vier Sitzungsperioden des Zweiten Vatikanischen Konzils als Konzilsvater teil.